# تاتسومي إيإيد
تاتسومي إيإيد (باليابانية: 飯田 健巳) (22 يوليو 1985 في كاناغاوا في اليابان – )؛ هو لاعب كرة قدم ياباني سابق كان يلعب كحارس مرمى.

## وصلات خارجية
- تاتسومي إيإيد على موقع رابطة كرة القدم اليابانية للمحترفين (اليابانية)
- تاتسومي إيإيد على موقع قاعدة بيانات كرة القدم.إي يو (الإنجليزية)
- تاتسومي إيإيد على موقع Soccerway.com (الإنجليزية)